# Ости, Карло
Карло Ости (итал. Carlo Osti; родился 20 января 1958 года, Витторио-Венето, Италия) — итальянский футболист, выступавший на позиции защитника, тренер, спортивный директор клуба «Сампдория».

## Карьера
Будучи игроком, выступал на позиции латераля или центрального защитника. Характеризовался быстротой реакции, чётким чтением игры и жёсткий прессинг атакующей линии оппонента. Первой командой Ости стал небольшой клуб «Конельяно», затем выступал за «Удинезе» в серии C. Позднее, игрока в совместное владение приобрела «Аталанта», возглавляемая Баттистой Рота. Дебютировал в серии А в сезоне 1978/79. В конце дебютного сезона часть прав «Аталанты» была выкуплена «Ювентусом», который оставил игрока на сезон в «Удинезе», тем временем, также ставший командой серии А. Команду в то время тренировал Коррадо Оррико. С «фриульцами» он сохранил прописку в высшем дивизионе, а в 1980 году окончательно перешёл в туринскую команду. Тем не менее, наряду с другим игроком Массимо Сторгато являлся резервным защитником. Подменяя Клаудио Джентиле, Cерджо Брио и Антонелло Куккуредду, Ости, однако, выиграл с командой два чемпионата (сезон 1980/81 и 1981/82), сыграв 12 матчей.